# Françoise Labbé
Pour les personnes ayant le même patronyme, voir Labbé.
Françoise Labbé (1933–2001) est une artiste et administratrice artistique née à Baie-Saint-Paul, Québec.
Elle est diplômée de l'École des beaux-arts de Québec (1955) et elle a fait ses études de 2e cycle à l'atelier 17 avec S.W. Hayter à Paris.
Françoise Labbé a fondé le Musée d'art contemporain de Baie-Saint-Paul (anciennement le Centre d'exposition de Baie-Saint-Paul) en 1979 et elle a servi à titre de Directrice générale jusqu'à son décès en 2001.

## Distinctions
- 1993 - Médaille de l'Assemblée nationale pour son engagement dans le développement des arts à Baie-Saint-Paul
- 1997 - Chevalier de l'Ordre national du Québec